# はたち〜1983年に生まれて〜
『はたち〜1983年に生まれて〜』は、2004年1月10日に午後2：00からフジテレビで放送された成人の日ドラマスペシャル。

## 出演
- 小森裕子…宮地真緒
- 中島大輔…瑛太
- 水野恵…浅見れいな
- 田所健太…小栗旬
- 秋山幹彦…ユースケ・サンタマリア（友情出演）
- 瀧山みなみ…浅野ゆう子（特別出演）
- テリー伊藤（特別出演）
- 藤井フミヤ（特別出演）
- 山崎銀之丞
- 佐戸井けん太
- 朝加真由美
- 志賀廣太郎
- 三鴨絵里子
- りりィ
- 木下ほうか
- 佐藤充浩
- 田中圭
- 松本英子
- 谷川とむ

## スタッフ
- 脚本：川嶋澄乃
- プロデュース：浅野澄美
- 編成：中野利幸
- 演出：葉山浩樹
- タイトル曲:ボブ・ディラン「風に吹かれて」